# Leptotila rufaxilla
La  tortora frontegrigia o tortora dalle ascellarifulve ((Leptotila rufaxilla) Richard, 1792) è una colomba tropicale; vive in Colombia, Venezuela, le Guyana, dal sud al nordest dell'Argentina e in Uruguay. Esistono numerose sottospecie fra cui L. r. hellmayrii in Trinidad e nella penisola Paria del Venezuela.
L. rufaxilla dimora nelle foreste umide e nei terreni boscosi. Essa costruisce un gran nido in un cespuglio o in un tronco e depone due uova.
Leptotila rufaxilla è molto simile alla specie Leptotila verreauxi la quale però preferisce terreni boscosi più aperti e più secchi.
La colomba è lunga circa 28 cm e pesa 155 grammi. Gli adulti hanno una corona di color grigio-blu, fronte bianca e collo grigio con iridescenze viola. La gola è biancastra e le occhiaie rosse; il dorso e le ali sono grigio-marroni, la parte inferiore biancastra con toni rosacei sull'addome. Il becco è nero, le zampe rosse e l'iride è gialla.
Leptotila rufaxilla sta di solito da sola o in coppia, ed è piuttosto diffidente. 
Si nutre principalmente di semi ricavati dal ruspare sul terreno, ed anche di insetti.